# Иванов, Александр Александрович (Герой Российской Федерации)
Александр Александрович Иванов (26 ноября 1974 — 13 декабря 1999) — российский военный лётчик, штурман вертолётного звена 440-го отдельного вертолётного полка. Герой Российской Федерации (2000), капитан ВВС России.

## Биография
Родился 26 ноября 1974 года в городе Целинограде Казахской ССР СССР. Русский.
После окончания средней школы поступил в Свердловское суворовское военное училище, которое успешно окончил в 1991 году. После его окончания — в Вооружённых Силах. Окончил Сызранское высшее военное авиационное училище лётчиков в 1995 году.
Служил в авиационных вертолётных частях Московского военного округа, лётчик-оператор вертолёта Ми-24. Затем был переведён в Группировку российских войск в Таджикистане. Принимал участие в боевых действиях на таджико-афганской границе, оказывая огневую поддержку бойцам российских погранотрядов и 201-й мотострелковой дивизии, а также подразделениям Вооружённых сил Таджикистана. Совершил несколько десятков боевых вылетов. С 1998 года — штурман звена вертолётного полка. В 1999 году переброшен на Северный Кавказ, где участвовал в боевых действиях в Дагестане и во второй чеченской войне. Был штурманом экипажа вертолёта Ми-24 майора авиации А. В. Совгиренко.
13 декабря 1999 года в Аргунском ущелье боевиками залпом переносных зенитных ракетных комплексов был сбит штурмовик Су-25 командира 368-го штурмового авиационного полка Героя Российской Федерации полковника Сергея Борисюка. На поиски пилота была отправлена группа из трёх вертолётов, в том числе и экипаж Александра Иванова. Встретившись с огнём боевиком в Аргунском ущелье, в течение 22 минут подавлял огневые точки противника, отвлекая огонь на себя. Вертолёт подвергся внезапному массированному зенитному огню с земли. Экипаж сумел прикрыть своей повреждённой машиной оставшиеся вертолёты и принял на себя весь огонь врага. Своими действиями лётчики спасли своих боевых товарищей. Горящая машина рухнула на землю, экипаж погиб.
За проявленный героизм в ходе контртеррористической операции на Северном Кавказе Указом Президента Российской Федерации от 11 апреля 2000 года капитану авиации Иванову Александру Алексанровичу присвоено звание Героя Российской Федерации (посмертно). За эту спецоперацию также звание Героя Российской Федерации присвоено майору авиации А. В. Совгиренко (посмертно), майору авиации Алимову В. Р. и командиру группы спецназа ГРУ старшему лейтенанту Д. В. Елистратову .
Похоронен на кладбище «Фомкин сад» в Сызрани Самарской области.

## Память
- На могиле Героя установлен надгробный памятник
- Имя Героя выбито золотыми буквами на плите памятника-мемориала в Екатеринбургском суворовском военном училище
- В городе Вязьма имя Героя увековечено на памятнике погибшим в локальных войнах.
- В посёлке Вязьма-Брянский Смоленской области, на территории отдельного вертолётного полка Западного военного округа установлен памятник.